# Lippisch Projekt Me 334
Das Projekt Me 334 war ein Entwurf eines Jagdflugzeuges von Alexander Lippisch während seiner Mitarbeit bei dem deutschen Hersteller Messerschmitt.
Es wird vermutet, dass es sich um eine Ableitung aus der Lippisch P.01 handelt. 1943 wurden in Göttingen mit einem Modell dieses Projektes Untersuchungen vorgenommen. Die Herkunft der Projektnummer ist nicht geklärt. Eine Aufnahme in die RLM-Typenliste ist nicht erfolgt.

## Geschichte
Der Konstrukteur Alexander Lippisch arbeitete als Leiter der Abteilung L bei den Messerschmitt-Werken. Seit dem Mai 1942 wurde dort auf die Verfügbarkeit des von Hellmuth Walter entwickelten Raketenmotors gewartet. Lippisch rechnete eine Reihe verschiedener Alternativen durch, darunter das Projekt Me 334 mit einem Kolbentriebwerk sowie ein Entwurf, der später als Lippisch P 20 mit einem Jumo 004 nochmals untersucht wurde.
Nach der Auflösung der Abteilung L am 28. April 1943 wechselte Lippisch nach Wien. Dieser Umstand und auch die Verfügbarkeit des Walter-Triebwerks im Juni 1943 bedeuteten das Ende des Projektes Me 334.

## Konstruktion
Die Tragfläche wurde direkt von der Me 163B übernommen. Sie verfügte über ein einziehbares Bugradfahrwerk. Das Triebwerk wurde im vorderen Rumpf untergebracht. Über eine Fernwelle wurde ein Schubpropeller im Heck angetrieben. Die Pilotenkanzel wurde auf gute Rundumsicht ausgelegt. Die Bewaffnung war direkt über dem Motor vorgesehen. Das Seitenleitwerk wies dabei nach unten.

## Technische Daten
| Kenngröße       | Daten                                                     |
| --------------- | --------------------------------------------------------- |
| Besatzung       | 1                                                         |
| Länge           | 7,0 m                                                     |
| Spannweite      | 9,3 m                                                     |
| Höhe            | 3,72 m                                                    |
| Flügelfläche    | 17,3 m²                                                   |
| Flügelstreckung | 5,0                                                       |
| Startmasse      | ca. 2800–3000 kg                                          |
| Triebwerk       | Daimler-Benz DB 605 mit 1.475 PS (1.085 kW) Startleistung |
| Bewaffnung      | 2 × MG 131                                                |